# Fehéröves szemeslepke
A fehéröves szemeslepke (Brintesia circe) a tarkalepkefélék családjába tartozó, Európától Közép-Ázsiáig elterjedt lepkefaj. 

## Megjelenése
A fehéröves szemeslepke szárnyfesztávolsága 6,5-7,5 cm. Szárnyai feketék, csak a hátulsó szárny belső szegélye szürkés árnyalatú. Az elülső és a hátsó szárnyon is széles fehér foltsor fut végig, amely a hátsó szárnyakon egységes sávvá olvad össze. Az elülső szárny csúcsán viszonylag nagy fekete petty látható, amelynek csak ritkán van kis fehér pupillája. A szárnyszéli rojt fehér-fekete, tarka. A szárnyak fonákja világosabb: feketésbarna, barna, esetleg kékesszürke; a hátsó szárny és az első szárny csúcsa márványozott is. A két széles fehér sáv mellett a belső részeken több kisebb, szabálytalan, fehér folt látható. Az elülső szárnyon a csúcsi fekete pettynek van fehér pupillája.
Változékonysága nem számottevő. 
Petéje kerek, sima, eleinte fehéres színű.
Hernyója halványbarna, sötétebb barna hosszanti vonalakkal. Feje is világos- és sötétbarnán csíkozott. 

### Hasonló fajok
A szürkeöves szemeslepke és a tarka szemeslepke hasonlít hozzá.  

Hím
Nőstény

## Elterjedése
Európában (Észak-Európa kivételével), Kis-Ázsiában, a Kaukázusban honos, egészen Iránig. Magyarországon a hegy- és dombvidékeken gyakori, bár mostanra létszáma megfogyatkozott.

## Életmódja
Meleg, magas füvű rétek, erdőszélek, ligetek, bozótosok, folyópartok lakója. 
Az imágó júniustól szeptemberig (a csúcsidőszak július-kora augusztus) repül. Nagy meleg esetén inkább kora reggel és késő délután aktívak. A nőstény a talajra rakja a petéit. A hernyó különféle fűfélék (Poaceae) leveleivel táplálkozik, még fiatal állapotában (L1 vagy L2) áttelel és a következő évben tavasz végén, nyár elején bábozódik be. 

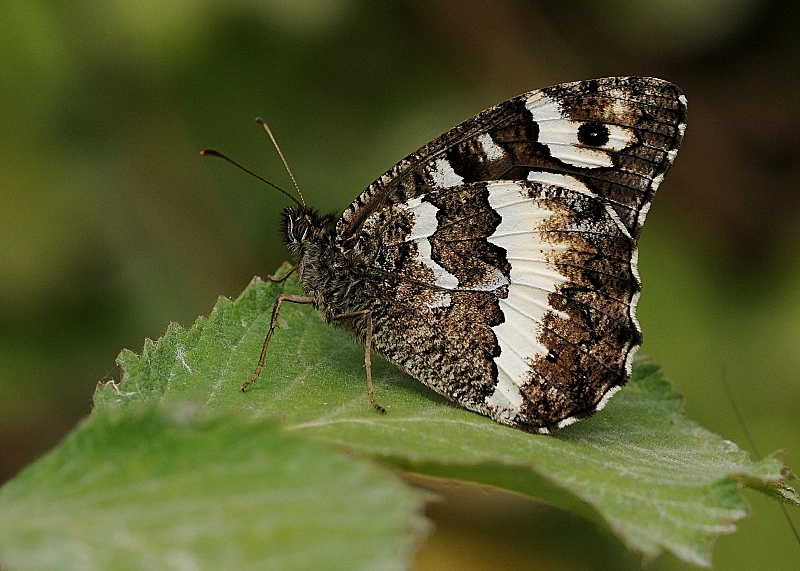
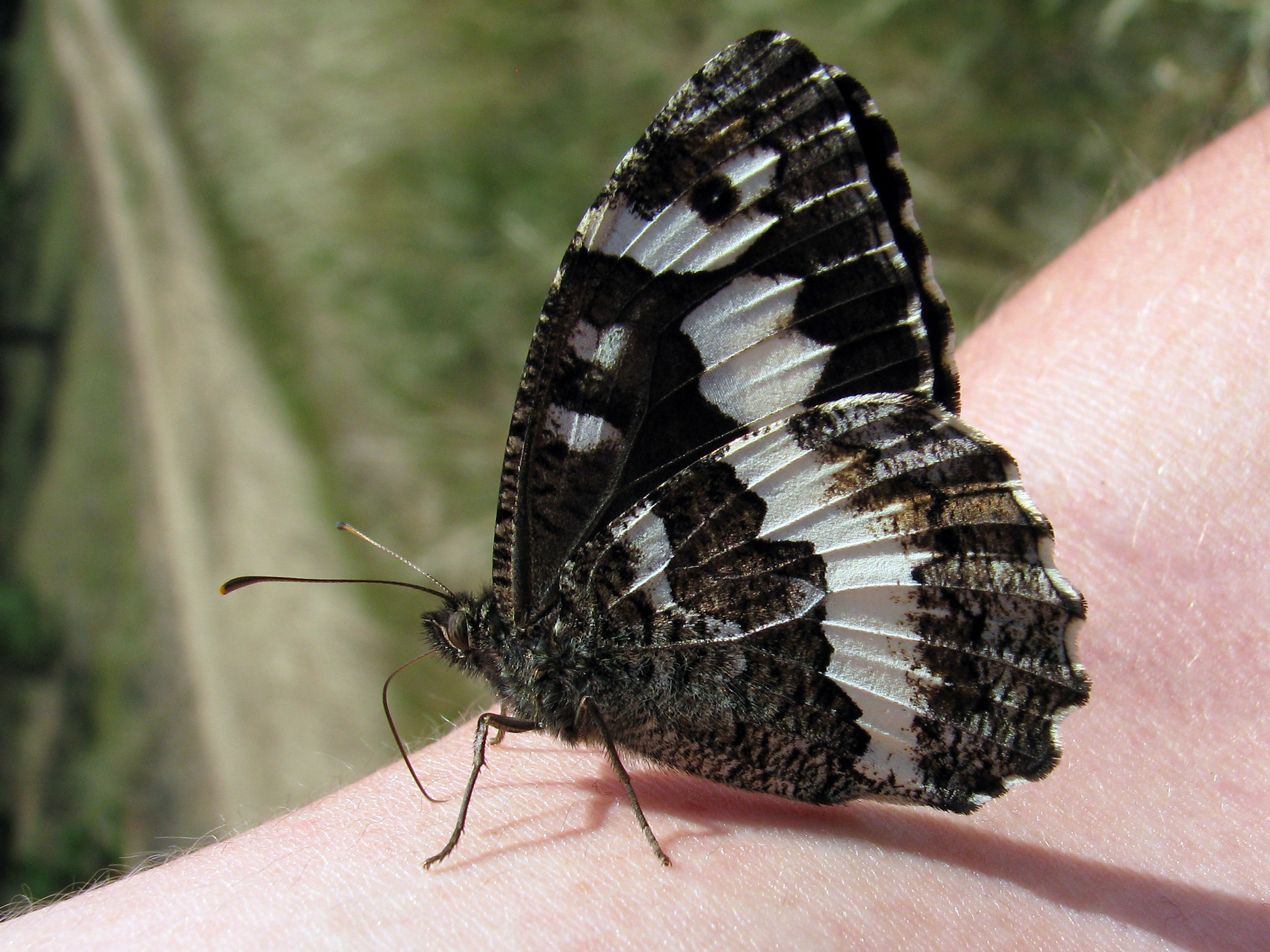
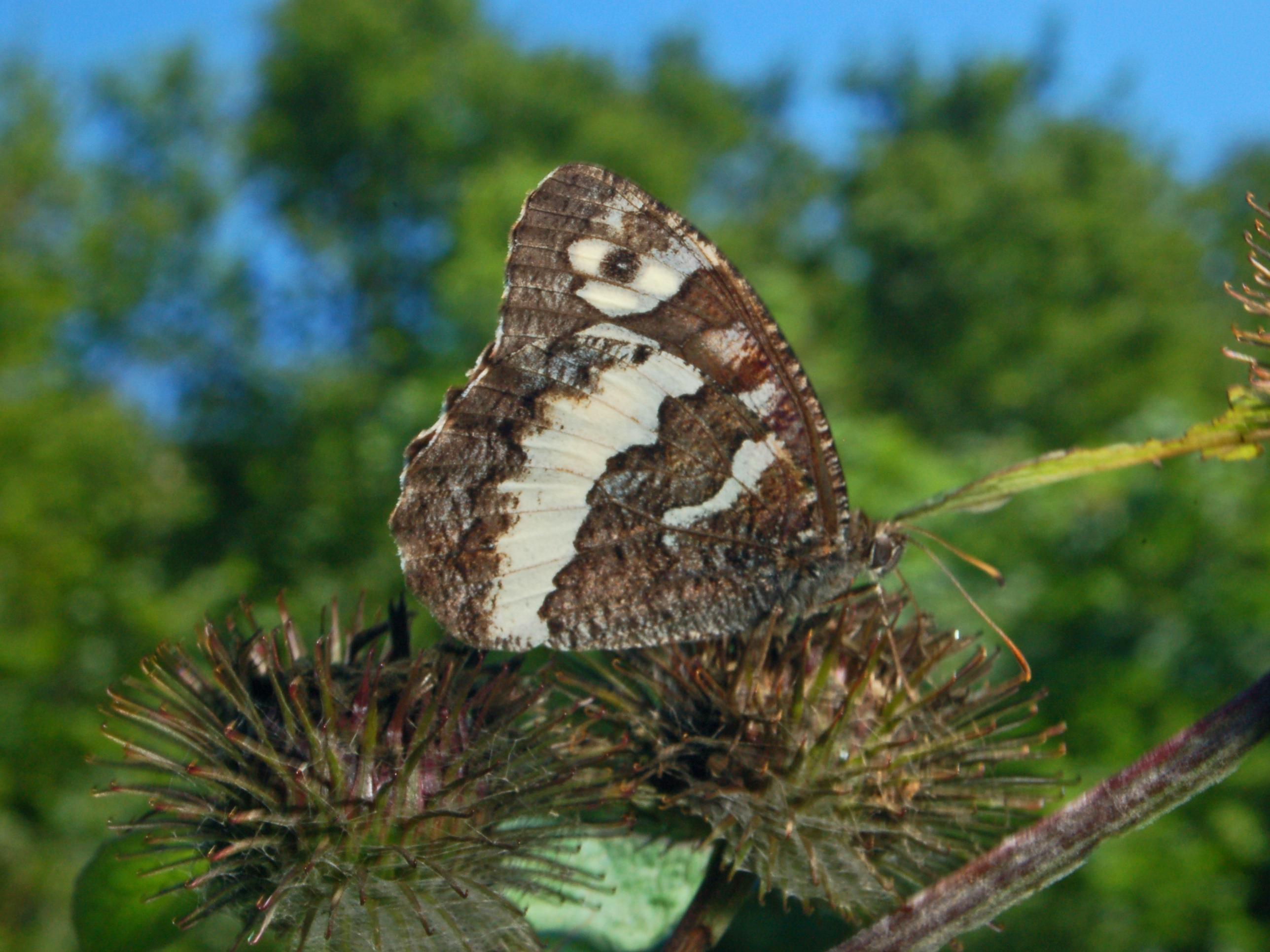
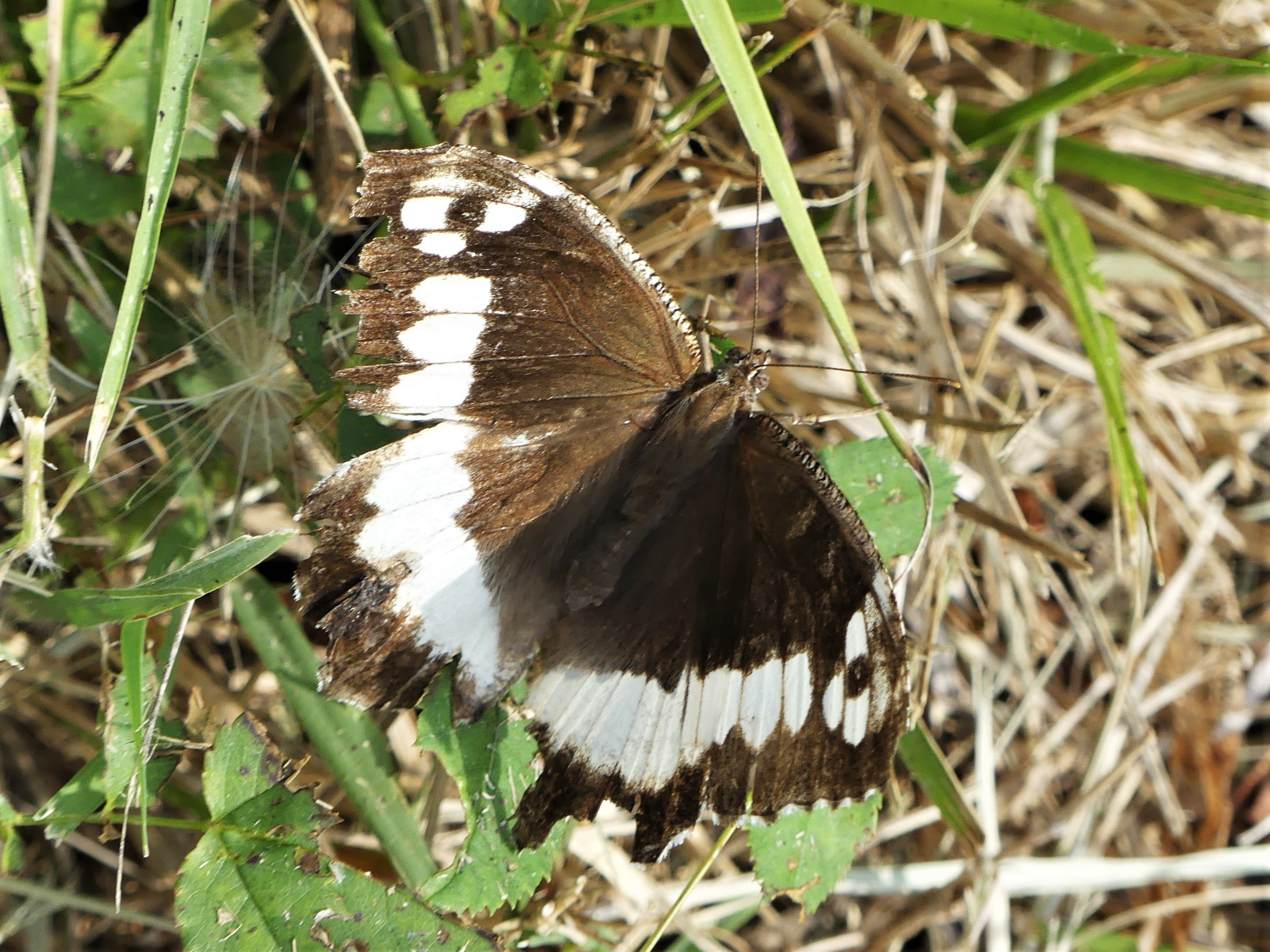

Magyarországon nem védett.